# Malle Juhkam
Malle Juhkam es una deportista estonia que compitió en atletismo adaptado. Ganó una medalla de bronce en los Juegos Paralímpicos de Atlanta 1996 en la prueba de salto de longitud (clase MH).

## Palmarés internacional
| Juegos Paralímpicos | Juegos Paralímpicos      | Juegos Paralímpicos | Juegos Paralímpicos  |
| Año                 | Lugar                    | Medalla             | Prueba               |
| ------------------- | ------------------------ | ------------------- | -------------------- |
| 1996                | Atlanta (Estados Unidos) | Medalla de bronce   | Salto de longitud MH |